# Betty xấu xí
Ugly Betty là một loạt phim hài của Mỹ đã giành được Giải Emmy, Quả cầu vàng, SAG và Peabody. Nhân vật chính là America Ferrera trong vai Betty Suarez, cùng với Eric Mabius, Vanessa Williams, Ashley Jensen, Becki Newton, Judith Light, Ana Ortiz, Tony Plana, Michael Urie, và Mark Indelicato. Phim được bắt đầu chiếu vào ngày 28 tháng 9 năm 2006 trên kênh ABC ở Hoa Kỳ và Canada. Phim nói về cuộc sống của cô gái xấu xí và tốt bụng Betty Suarez và công việc không thích hợp của cô tại tạp chí thời trang cực kỳ sang trọng tại thành phố New York "Mode".
Series phim được dựa theo bộ phim truyền hình dài tập (telenovela) của Colombia Betty la fea ("Betty xấu xí"), được viết bởi Fernando Gaitán (cũng là tác giả của Café, con aroma de mujer). Nó được chỉnh thành bối cảnh thành phố New York bởi nhà sản xuất Silvio Horta, Salma Hayek và Ben Silverman, người sở hữu các công ty Silent H, Ventanarosa và Reveille, cùng với ABC sản xuất một chương trình dài cho khán giả Mỹ. Hayek đã xuất hiện trong chương trình với vai Sofia Reyes, để đóng vai một diễn viên trong vộ phim truyền hình dài tập giả tưởng mà gia đình của nhân vật chính xem trong tập "đầu tiên".
Ngày 17 tháng 2 năm 2009 có thông tin nói rằng Beki Newton khẳng định chương trình đã bắt đầu sang phần 4 . Sau đó thông tin này được ABC khẳng định vào ngày 5 tháng 3 năm 2009. Sau tập ngày 19 tháng 3 năm 2009, series này nghỉ 6 tuần và sau đó sẽ quay lại vào thứ năm, ngày 7 tháng 5 năm 2009. Tập cuối sẽ kéo dài 2 tiếng vào ngày 21 tháng 5 từ 8-10 giờ.